# Leoncio Evita Enoy
Leoncio Evita Enoy (Udubuandolo, 1929 - Bata, 1996) fue un escritor e intelectual ecuatoguineano.
Nació el 8 de agosto de 1929 en Udubuandolo, Bata, realizando sus estudios primarios en las escuelas de San Carlos.
Autodidacta, estudió dibujo por correspondencia, tras lo que fue profesor de dibujo en la Escuela de Artes y Oficios de Bata, al tiempo que comenzó a colaborar en la revista literaria Poto-Poto. 
En 1953 publicó la que se considera la primera novela ecuatoguineana, "Cuando los combes luchaban". 
Entre 1953 y 1960 vivió en Camerún, regresando posteriormente a Guinea Ecuatorial. Entre su producción literaria posterior se encuentra la novela, "Alonguegue" (No me salvaré) y el cuento "El guiso de Biyé". 
Murió en Bata, en diciembre de 1996.